# Rhacophorus georgii
Rhacophorus georgii är en groddjursart som beskrevs av Roux 1904. Rhacophorus georgii ingår i släktet Rhacophorus och familjen trädgrodor. IUCN kategoriserar arten globalt som otillräckligt studerad. Inga underarter finns listade i Catalogue of Life.